# Солч'янки
Солч'янки (словац. Solčianky) — село, громада округу Топольчани, Нітранський край. Кадастрова площа громади — 2.66 км².
Населення 257 осіб (станом на 31 грудня 2019 року).

## Історія
Солч'янки згадуються 1113 року.

## Географія
Протікає Сольчанський потік.

## Населення
| Рік:            | 1994. | 2004.    | 2014.   | 2024.   |
| --------------- | ----- | -------- | ------- | ------- |
| Кількість осіб: | 298   | 258      | 269     | 271     |
| Різниця:        |       | -13,42 % | +4,26 % | +0,74 % |

| Рік:            | 2023. | 2024.   |
| --------------- | ----- | ------- |
| Кількість осіб: | 265   | 271     |
| Різниця:        |       | +2,26 % |